# NGC 1619
NGC 1619 est une entrée du New General Catalogue qui concerne un corps céleste perdu ou inexistant. Cet objet a été enregistré par l'astronome américain Lewis Swift le 22 décembre 1886 dans la constellation de l'Éridan.
Notons que la base de données NASA/IPAC Extragalactic Database (NED) indique que NGC 1619 et NGC 1610 sont une seule et même galaxie.